# 呉征鎰
呉 征鎰（ご せいいつ、1916年6月13日 - 2013年6月20日）は、中華人民共和国の植物学者である。中国科学院会員に選ばれ、2008年中国の国家最高科学技術賞を受賞した。

## 経歴
江西省九江県に生まれた。揚州府儀徴県出身の学者の家系で、兄弟に寄生虫学者の呉征鑑、化学者の呉征鎧や文学史家の呉白匋（征鑄）らがいる。江蘇省立揚州中学から1933年に清華大学に入学し生物学を学んだ。1940年から西南連合大学理科研究所で張景鉞に学んだ。1950年に中国科学院植物研究所の研究員、副所長となり1955年に中国科学院学部委員（中国科学院院士）、1958年に中国科学院昆明植物研究所所長となりその後、中国科学院主席構成員・中国科学院昆明分院院長・雲南省科委副主任・雲南省科協主席などを務めた。
中国語版『中国植物誌』の編集を行い、英訳版の共同監修などを行った。著書は他に『雲南植物志』・『西蔵植物志』などがある。
1980年からアメリカ植物学会の終身外国人会員、スウェーデン植物地理学会名誉会員、ソビエト植物学会通信会員に選ばれた。1997年に世界自然保護協会の理事を務め、1999年、国際花と緑の博覧会記念協会のコスモス国際賞を受賞し、2007年度国家最高科学技術賞を受賞した。

## 家族
- 祖父：呉筠孫（中国語版）、清の光緒年間の進士、山東登州府知府、直隷永定河道、天津兵備道兼督理紙鈔関
- 父：呉啓賢（佑人）
- 母：劉鍾璇
- 呉征鎧（中国語版）、中国科学院化学部院士
- 呉征鑑（中国語版）、中国医学科学院副院長
- 呉白匋（征鑄）：文史学者・戯曲学者
- 呉征瑩：工程学者

## 栄典
- 1955年、中国科学院院士